# Slavko Jan
Slavko Jan, slovenski gledališki režiser, igralec in pedagog, * 7. avgust 1904, Zagorje ob Savi, † 29. april 1987, Ljubljana.

## Življenje
Od leta 1923 je bil igralec, po 1945 pa režiser Drame Slovenskega narodnega gledališča v Ljubljani, od 1948 do 1952 ter 1955 do 1961 tudi njen ravnatelj. Na Akademiji za gledališče, radio, film in televizijo je bil od leta 1946 predavatelj za govorno tehniko, od leta 1952 izredni in od 1955 redni profesor za režijo, od 1961 do 1964 je bil tudi njen dekan. Poročen je bil z igralko Vido Juvan, ena njegova sestra je bila poročena z literarnim zgodovinarjem Alfonzom Gspanom, druga pa s pisateljem Jožetom Čampo.

## Delo
Odigral je 276 gledaliških vlog. Kot igralec je bil zlasti v mlajših letih zelo uspešen in priljubljen. V slovenskem dramskem repertoarju je oblikoval številne like, od osrednjih likov Cankarjevih dram (Peter v Pohujšanju v dolini šentflorjanski, Poljanec v Lepi Vidi, Ščuka v delu Za narodov blagor) do naslovne vloge v Kreft-Levstikovi drami Tugomer, Linharta v Kranjskih komedijantih itd. Oblikoval je mnoge glavne in naslovne vloge v klasičnih in sodobnih dramah (Shakespearovega Romea in Hamleta, Schillerjevega Don Carlosa, Shawevega Hudičevega učenca, Rostandovega Orliča, Aljošo v Bratje Karamazovi, Čackega v Gorje pametnemu, Mosca v Volponeju itd.). Igral je tudi v treh slovenskih filmih: Sedmina (1969), Prestop (1980) in Leta odločitve (1984). Veliko je sodeloval tudi pri radiu.
Zrežiral je 65 del, največ v Ljubljani, Mariboru in Trstu, pa tudi izven Slovenije, v Zagrebu, Beogradu, Sarajevu in drugod. Kot režiser je bil zvest poustvarjalec avtorjevega dela brez težnje po uveljavljanju mimo njega. Uveljavil se je predvsem z uprizoritvami slovenskih dramskih del, še posebej Cankarja in novejše slovenske dramatike (Smole, Torkar itd.). Njegova uprizoritev Cankarjevih Hlapcev (1948, kasneje tudi v Zagrebu in Beogradu) velja za enega od mejnikov v razvoju slovenskega gledališča. S to uprizoritvijo je dosegel izreden uspeh tudi na festivalu Gledališča narodov v Parizu leta 1956, ko se je ljubljanska Drama uveljavila tudi kot evropsko gledališče.
Bil je med soustanovitelji jugoslovanskega dramskega festivala Sterijino pozorje v Novem Sadu, kjer je ljubljanska Drama sodelovala kot edino gledališče vsako leto in dobila največ nagrad, predvsem za uprizarjanje domače, slovenske dramatike. Kot režiser in ravnatelj Drame si je še posebej prizadeval za vnos nove evropske in ameriške dramatike v slovenski dramski repertoar (A. Miller, T. N. Wilder, E. O'Neill.)
Za svoje delo in umetniške stvaritve je prejel številna priznanja. Prešernovo nagrado je dobil dvakrat, leta 1948 za uprizoritev Cankarjevih Hlapcev in leta 1980 za življenjsko delo. Leta 1974 je dobil Borštnikov prstan, leta 1958 pa Sterijevo nagrado za režijo (Janeza Žmavca V pristanu so orehove lupine).